# Йогансен, Майк Гервасиевич
Майк (Михайло) Гервасиевич Йогансен (укр. Майк Гервасійович Йогансен; 1895—1937) — советский украинский писатель, поэт, жертва сталинских репрессий.

## Биография
Родился в семье учителя немецкого языка и истории Гервасия Генриховича Йогансена (нем. Gervasius Johannsen), выходца из Латвии (в отдельных материалах есть указания на его шведское или норвежское происхождение, которые он сам и распространял, возможно, как мистификацию); мать — Анна Фёдоровна Крамаревская (укр. Ганна Федорiвна Крамаревська), дочь бухгалтера, род происходит из старобельских казаков. 
Учился в Третьей харьковской мужской гимназии вместе с Григорием Петниковым, Божидаром и географом Юрием Платоновым. На момент окончания Харьковского университета (1917) знал древнегреческий и латынь, свободно владел английским, немецким, итальянским, испанским, французским, знал скандинавские и славянские языки. Стихи начинал писать по-русски.
Как украинский поэт дебютировал в 1921 г. публикациями в журнале «Пути искусства», сборнике «Октябрь». Тогда же вышла его первая поэтическая книга — «Д’горі». Сблизился с Василием Элланом, Миколой Хвылевым, Павлом Тычиной, Владимиром Сосюрой и другими харьковскими писателями.
С ними писал первые манифесты «украинской пролетарской литературы», издавал альманахи, основал первую организацию украинских пролетарских писателей «Гарт» (1922). В 1925 г. стал одним из основателей ВАПЛИТЕ, впоследствии возглавил так называемую «Техно-художественную группу А», сложившуюся из литераторов, которые отошли от ВАПЛИТЕ. По его инициативе появился журнал-альманах «Литературная ярмарка», а несколько позже — «Универсальный журнал», о котором Микола Хвылевой со свойственным ему сарказмом отзывался: «Рождённый ползать летать не может». Позже стал членом Союза советских писателей Украины.

И в стихах, и в прозе, и в теоретических статьях неуклонно старался поднять украинское слово до европейского уровня. Не с мыслью о деньгах и не с мыслью о славе, и не в поисках дешевого впечатления. Переводил из: Ленина, Эдгара По, Шекспира («Отелло» вместе с Вол. Щербаненком), газетных и журнальных статей, критики себя и своих работ и т.п. автор не припоминает.
Оригинальный текст (укр.)I в вiршах своїх i в прозi i в теоретичних статтях неуклiнно старався пiдняти українське слово до європейсково рiвня. Не дваб за гроши i не дбав за славу, i не шукав дешевих ефектiв. Переклади з: Ленiна, Едгара По, Шекспiра («Отелло» вкупi з Вол. Щербаненком), Газетнiх i журнальних статтiв, критики своєї i на себе i т.п. автор не пам'ятає.

Автобиография
18 августа 1937 года арестован в его харьковской квартире по улице Красных писателей, 5. На допросах держался с достоинством: не заискивал перед следователем Замковым, не «топил» собратьев по перу, не скрывал своих политических взглядов. 
24 октября 1937 года Йогансену предъявили обвинение, в котором отмечалось, что он с 1932 года был участником «контрреволюционной террористической организации ОУН», ставившей своей целью свержение Советской власти методами террора и вооружённого восстания, завербовал четыре лица для участия в восстании, согласился лично принять участие в исполнении теракта против руководителей компартии и советского правительства. 
26 октября 1937 года на закрытом заседании Военная коллегия Верховного суда СССР вынесла приговор: «Йогансена М. Г. приговорить к высшей мере уголовного наказания — расстрелу с конфискацией всего имущества, которое принадлежит ему лично. Приговор окончательный и на основании Постановления ЦИК СССР от 4 декабря 1934 года подлежит немедленному исполнению».
27 октября 1937 года расстрелян в Киеве.
В сентябре 1956 года правление Союза писателей Украины обратилось к прокуратуре о пересмотре дела М. Йогансена, и в марте 1958-го писатель был посмертно реабилитирован
Жена — живописец, поэтесса Алла Йогансен.

## Творчество
За семнадцать лет творческой деятельности издал восемь книг стихов, десять книг прозы (из них пять — книги очерков), четыре детские и две — литературоведческие. Главным считал поэтическое творчество. На пятнадцатом году творческой деятельности издал итоговую книгу стихов, хотя свою поэтическую программу не считал исчерпанной.
Александр Белецкий называл молодого поэта «запоздалым романтиком». Но бурная эпоха быстро «перемагнитила» Йогансена. Преисполненный надежд на национальное и социальное обновление, поэт выпустил сборник «Кверху» (1921), в одном из разделов которого — «Скоро forte» — поэтическими средствами воспроизвёл эпоху революции и гражданской войны, которую видел в высоких героических тонах. С большой тревогой присматривался Йогансен к тенденциям, которые трагически раскалывали народы, втягивали их в водоворот братоубийственной войны.
Обращаясь к фольклорным источникам, Йогансен переосмыслил их в свете ренессансных идей (сборник «Шагает рядом», 1923). Сборник «Ясень» (1929), появившийся после книг «Революция» (1923) и «Наследие» (1924), обнаружил новое качество творческих поисков Йогансена: от стихийной революционности молодого украинского интеллигента раннего периода творчества писатель эволюционирует в направлении «романтика чистого слова». Эволюция поэта и его лирического героя шла по линии романтизации ежедневной, живой, противоречивой действительности, по-своему утверждала «романтику будней».
Будучи одним из адептов созданной совместно с Олексой Слисаренко и Юрием Смоличем «Техно-художественной группы А», Иогансен, однако, и в поэзии, и в прозе сохранял творческую индивидуальность. Часто прибегал к экспериментам: совмещал прозу и поэзию в одном произведении. Любил мистификацию. В послесловии к «Путешествию учёного доктора Леонардо» он, извинившись перед читателями, объясняет, зачем написано произведение: «Нигде не написано, что автор в литературном произведении обязан водить живых людей по декоративным пейзажам. Наоборот, он может попытаться водить декоративных людей по живым и сочным пейзажам».
Позднему периоду творчества Йогансена присуще обращение к сюжетному стихотворению, балладе, стихотворным рассказам, очерку. Он возлагает большие надежды на прозу, рассматривает работу в поэзии как «юношескую попытку», считая лирику «недолговечной и эфемерной», мечтает написать «большое полотно» о «Харькове, об индустриальном обновлении» гигантского города.

## Память
26 июля 2024 года распоряжением Харьковской областной военной администрации Лермонтовская улица в Харькове переименована в честь Майка Йогансена ― украинского поэта, прозаика времен «Расстрелянного возрождения» .

## Избранная библиография

### Поэзия
- Д'горі. — Х. : Всеукрлітком, 1921. — 24 с.
- Кроковеє коло. — К. : Гарт, 1923. — 32 с.
- Революція. — Х. : Гарт, 1923. — 16 с.
- Доробок (Речі 1917–1923 рр.). — Х. : Червоний шлях, 1924. — 100 с.
- Пролог до Комуни. — Х. : ДВУ, 1924. — 24 с.
- Алло на хвилі 477: Ревю / Муз. Юлія Мейтуса, тексти Майка Йогансена. — Х. : ДВУ, 1929. — 6 с.
- Ясен: Поезій книга друга. — Х. : ДВУ, 1930. — 64 с.
- Збірка вибраних віршів. — Х. : ДВУ, 1930. — 78 с.
- Баляди про війну і відбудову. — Х. : Літ. і мистецтво, 1933. — 59 с.
- Поезії. — Х. : Рух, 1933. — 186 с.

### Проза
- Вецеліус, Віллі. Пригоди Мак-Лейстона, Гаррі Руперта та інших : у 10-ти вип. — Х. : ДВУ, 1925. — Вип. 1–10.
- 17 хвилин : оповідання. — Х. : Книгоспілка, 1925. — 40 с.
- Майборода : оповідання // Всесвіт. — 1925. — № 11, 16, 18.
- Луб'яне решето : [гуморески]. — Х. : Плужанин, 1929. — 32 с.
- Солоні зайці : (гуморески). — Х. : Плужанин, 1929. — 32 с.
- Подорож людини під кепом (Єврейські колонії). — [Х.]: ДВУ, 1929. — 80 с.
- Подорож ученого доктора Леонардо і його майбутньої коханки прекрасної Альчести у Слобожанську Швайцарію. — Х. : Пролетарий, 1930. — 214 с.
- Подорож у радянську Болгарію : [нарис]. — Х.; К. : Літ. і мистецтво, 1930. — 72 с.
- Життя Гая Сергійовича Шайби : оповідання. — Х. : Літ. і мистецтво, 1931. — 72 с.
- Оповідання про Майкла Паркера. — Х. : Літ. і мистецтво, 1931. — 79 с.
- Оповідання. — Х. : Рух, 1932. — 302 с.
- Три подорожі: (Нариси). — Х.; К. : Літ. і мистецтво, 1932. — 188 с.
- Під парусом на дубі: (Нарис). — Х.; К. : Літ. і мистецтво, 1933. — 105 с.
- Подорож у Дагестан. — Х. : Рух, 1933. — 148 с.
- Кос-Чагил на Ембі: [Нариси]. — К.; Х. : Держлітвидав, 1936. — 152 с.: іл.

### Произведения для детей
- Жабка: Оповідання. — [Х.]; Одеса: Дитвидав, [1929]. — 16 с.: іл.
- Хитрі качки: [Оповідання]. — Х.; Одеса: Дитвидав, 1935. — 46 с.: іл.
- Старий вепер: (Оповідання). — Х.; Одеса: Дитвидав, 1936. — 34 с.: іл.
- Джан та інші оповідання. — Х.; Одеса: Дитвидав, 1937. — 55 с.: іл.
- Кіт Чудило. — К. : Веселка, 1967.
- Краби. — К. : Веселка, 1968.